# Fantans hög

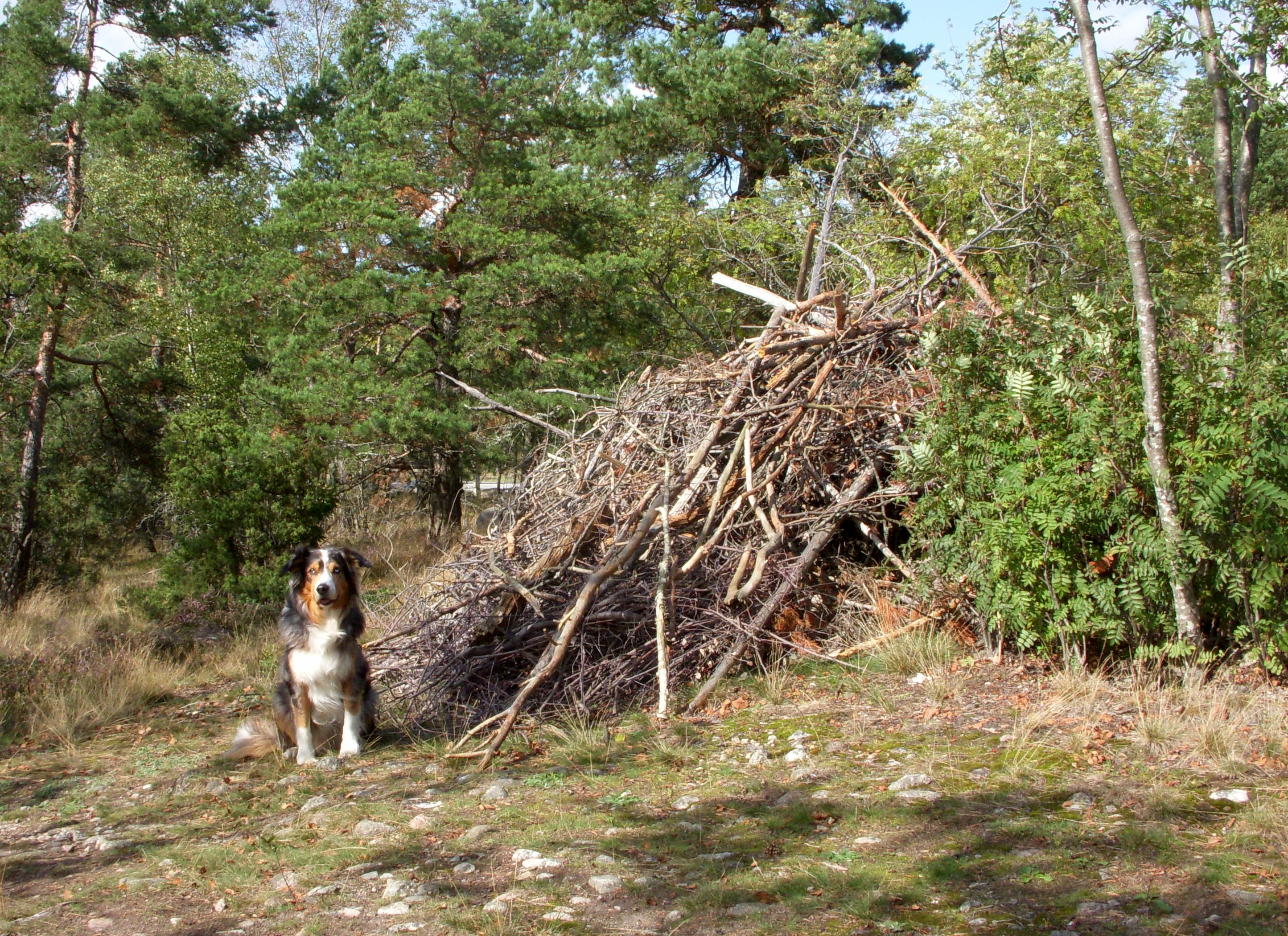
Fantans hög i augusti 2011.

Fantans hög är ett offerkast på en ås intill Ekerövägen väster om Träkvista på Ekerö.
Enligt sägnen ska Fantan ha mördat sin man och därefter själv dött under det gatlopp som hon fick löpa som straff. Om hon klarade att löpa från Träkvista by så långt upp på Asknäsmalmen att hon kunde se Ekerö kyrka skulle hon frias, men strax innan hon kunde se kyrkan föll hon ihop. Hon stenades till döds när hon kommit upp en bit på åsen. Vid den plats där hon dog och senare brändes, får man inte, enligt sägnen, passera utan att lägga ett mynt, en sten eller en torr träkvist (Träkvista). Offerhandlingen skyddar nämligen den förbipasserande från att själv drabbas av olyckor på färden.
Rishögen blev med tiden så stor att den ännu i början av 1900-talet fick forslas bort två gånger om året. Vid utgrävningar på platsen år 1947 hittades ett stenröse under högen. Det innehöll 23 mynt varav det äldsta var från 1577 och det yngsta från 1938. Man hittade även brända benbitar efter en människa från 500 f.Kr.–100 f.Kr., som en kol-14-datering visade, genomförd av Historiska museet år 2001. Det tyder på att det tidigare legat en förromersk järnåldersgrav på platsen, vilket inte observerades vid utgrävningen 1947.
Nuvarande rishög återuppstod spontant vid sidan om den ombyggda vägen. Fantans hög är skyddad som fornminne och än i dag (2011) lägger folk torra träkvistar på platsen.
Det finns många olika berättelser om vem Fantan var och vad hon gjort. I vissa berättelser är hon soldathustru och i andra fall en romsk kvinna. Traditionen kring Fantans hög går tillbaka till 1300-talet. Ordet fant betyder tjänare eller lösdrivare.